# 103-я смешанная авиационная дивизия
103-я смешанная авиационная дивизия, она же 103-я авиационная дивизия — воинское соединение Вооружённых Сил СССР в Великой Отечественной войне.

## История
Сформирована в конце октября 1941 года на базе частей ВВС 7-й отдельной армии и вновь приданных полков из резерва как 103-я авиационная дивизия, с целью консолидации частей ВВС, действующих на медвежьегорском направлении.
В действующей армии с 01.11.1941 по 05.03.1942.
Действовала на южном крыле Карельского фронта
15.03.1942 года расформирована.

## Полное наименование
103-я смешанная авиационная дивизия

## Состав
- 65-й штурмовой авиационный полк
- 152-й истребительный авиационный полк
- 197-й истребительный авиационный полк
- 609-й истребительный авиационный полк
- 669-й лёгкий бомбардировочный авиационный полк

вероятно
- 608-й ближнебомбардировочный авиационный полк

## Подчинение
| Дата            | Фронт (округ)    | Армия      | Корпус | Примечания |
| --------------- | ---------------- | ---------- | ------ | ---------- |
| 01.11.1941 года | Карельский фронт | 14-я армия | -      | -          |
| 01.12.1941 года | Карельский фронт | -          | -      | -          |
| 01.01.1942 года | Карельский фронт | -          | -      | -          |
| 01.02.1942 года | Карельский фронт | -          | -      | -          |
| 01.03.1942 года | Карельский фронт | -          | -      | -          |

## Командиры
- Удонин, Илья Давыдович, полковник